# Rotheca reflexa
Rotheca reflexa là một loài thực vật có hoa trong họ Hoa môi. Loài này được (H.Pearson) R.Fern. mô tả khoa học đầu tiên năm 2000.